# Vuze
Vuze, noto come Azureus fino alla versione 2, è un client BitTorrent scritto in Java. È disponibile per Linux, Microsoft Windows, Android e MacOS. È un software libero distribuito sotto i termini della GNU General Public License. 
Vuze venne distribuito per la prima volta nel 2003 su sito web SourceForge.net col nome di Azureus e fu uno dei client più popolari del tempo. La rana tropicale Dendrobates azureus venne scelta come logo e nome del software dal co-creatore Tyler Pitchford. Le versioni più recenti del software contengono codice proprietario, ed è quindi necessario accettare dei termini di licenza più restringenti.
Lo sviluppo del client ha visto un rallentamento durante il 2017, e negli anni successivi si è di fatto fermato.

## Funzionalità
Vuze permette agli utenti di gestire più file attraverso la stessa interfaccia; vi sono diversi pannelli di configurazione, opzioni e informazione. Mentre si sta scaricando un "torrent", è possibile osservare:
- quali file si sta scaricando
- le percentuali di ogni parte di file di cui si ha ancora bisogno, il numero di loro parti e la disponibilità.
- chi sta prelevando dal vostro personal computer, cosa stanno prelevando la loro velocità di prelievo, il loro indirizzo IP, la loro porta di connessione, il loro client, e altre opzioni.
- velocità di download e upload, il tempo rimanente per lo scaricamento dei file e informazioni di "traccia".

Consente inoltre di specificare le velocità massime di download e upload, configurabili come nella maggior parte degli altri client e offre un sistema di Ricerca Integrata in vari siti che possono essere aggiunti manualmente o scaricando delle search templates.
Spesso il client Azureus necessita di alcuni aggiustamenti alla configurazione per funzionare al meglio.
Paul Stamatiou ha realizzato delle semplici guide ad immagini per ottimizzare la configurazione del client.

## Vuze Plus
Vuze possiede alcune funzionalità a pagamento sotto il nome di Vuze Plus.
Vuze plus aggiunge le funzioni di Masterizzazione di DVD, Antivirus e migliora la funzionalità di Ricerca Integrata.
Attivare Vuze Plus è facoltativo e non interferisce con le funzioni gratuite.

## Rendere Vuze un'applicazione portatile
Per far sì che Azureus carichi le proprie impostazioni da una directory arbitraria (differente quindi dalle standard %APPDATA% sotto Microsoft Windows e ~/.azureus sotto Linux) è possibile invocare un'apposita opzione dalla riga di comando. Questo rende di fatto Azureus una applicazione portatile.
Sotto LinuxOccorre modificare lo script di avvio dell'applicazione, includendo l'opzione -Dazureus.config.path=dir, dove dir è la directory nella quale si vuole che Azureus riponga le sue impostazioni.
Sotto Microsoft WindowsÈ necessario invocare azureus.exe con la medesima opzione, ma anteponendo i caratteri -J:
azureus.exe -J-Dazureus.config.path=dir
L'anteposizione di -J è una scorciatoia standard per fornire opzioni di esecuzione a un programma Java sotto Windows.